# 람사르 협약

람사르 협약(영어: Ramsar Convention)은 자연자원과 서식지의 보전 및 현명한 이용에 관한 최초의 국제협약으로서 습지 자원의 보전 및 현명한 이용을 위한 기본방향을 제시한다. 이 협약의 정식명칭은 "물새 서식지로서 국제적으로 중요한 습지에 관한 협약"(The Convention on Wetlands of International Importance Especially as Waterfowl Habitat)이다. 1971년 2월 2일 이란의 람사르(Ramsar)에서 체결되었기 때문에 람사르 협약이라고 부른다. 일명 습지협약, 람사르 조약 이라고도 한다. 물새 서식 습지대를 국제적으로 보호하기 위한 것으로 1975년 12월에 발표되었다.
1997년 7월 28일 대한민국은 101번째로 이 협약에 가입을 했고, 협약 가입 때 1곳 이상의 습지를 람사르습지 목록에 등재하도록 하고 있는데 대한민국에서는 강원도 인제군 대암산 용늪이 첫 번째로 등록되었고, 두 번째 등록 습지로 경남 창녕군 우포늪이 등재되어있다.
간척과 매립으로 사라지고 있는 습지를 보존하기 위해 맺은 국제적 협약이다. 1971년 2월 물새 서식처인 이란의 카스피해 연안 람사르에서 체결됐다. 총회는 3년마다 열린다. 2021년 5월 현재, 대한민국은 24개의 람사르 습지를 등록했고 전 세계적으로 2400개의 이상의 습지가 등록되어 있다.

## 배경
농경지 확장, 제방건설, 갯벌매립 등으로 습지가 지속적으로 감소하여 현재 전 세계적으로 80% 이상의 습지가 소실되고 있는 상황에서, 습지는 생태학적으로 중요하며 인간에게 유용한 환경자원이라는 인식하에 습지에 관한 국제협약의 필요성이 대두됐다.

## 목적
생태ㆍ사회ㆍ경제ㆍ문화적으로 큰 가치를 지니고 있는 습지를 보전하고 현명한 이용을 유도함으로써 자연 생태계로서의 습지를 인류와 환경을 위하여 체계적으로 보전하고자 하는 것이 목적이다.
1971년 이란의 람사르에서 채택되어 1975년에 발효된 람사르협약은 국경을 초월해 이동하는 물새를 국제자원으로 규정하여 가입국의 습지를 보전하는 정책을 이행할 것을 의무화하고 있으며, 습지를 바닷물 또는 민물의 간조 시 수심이 6m를 초과하지 않는 늪과 못 등의 소택지와 갯벌로 정의하고 있다. 대한민국은 1997년 7월 28일 국내에서 람사르협약이 발효되면서 세계에서 101번째로 람사르협약에 가입하였다.
2008년 10월 말 경남 창원에서 제10차 람사르 협약 당사국 총회가 열린 바 있다. 2011년 12월을 기준으로 대한민국의 대암산 용늪, 창녕 우포늪, 신안 장도습지, 순천만ㆍ보성갯벌, 제주 물영아리오름, 충남 태안 두웅습지와 서천갯벌, 울주 무제치늪, 전남 무안갯벌, 인천 강화도 매화마름군락지, 오대산국립공원습지, 제주 물장오리습지, 한라산 1100고지 습지, 전북 고창ㆍ부안갯벌, 제주 동백동산습지, 전북 고창 운곡습지, 전남 신안증도갯벌 등이 '람사르습지'로 지정되어 있도다.

## 가입 현황
8개의 습지가 람사르 습지로 등록되어 중요하게 보호되고 있다. 대한민국은 1997년에 가입하여 현재 ‘강원도 대암산 용늪’, ‘창녕 우포늪’,‘전남 장도 습지’, ‘전남 순천만’, ‘제주 물영아리’, ‘충남 태안군 두웅습지’, ‘울산 무제치늪’, ‘무안갯벌’, ‘강화도 매화마름 군락지’, ‘오대산 습지’, ‘제주 물장오리오름 습지’ 등 26개소(‘25. 7 현재)가 람사르 습지로 등록되어 있다.

## 당사국 총회
람사르 협약의 의제를 결정하는 총회로, 1980년 이후 3 ~ 4년마다 개최되어 2008년 창원 람사르 총회에서는 10회를 맞이하였다. 주요 의제로는 철새의 보호로부터 생태계 보전, 습지 관리와 인간의 건강 문제 등 습지의 보존과 관련된 내용들이 논의되었다.

### 역대 총회
| 차수 | 연도   | 개최지                  | 주요 안건                                          |
| ---- | ------ | ----------------------- | -------------------------------------------------- |
| 1차  | 1980년 | 이탈리아 칼리아리       |                                                    |
| 2차  | 1984년 | 네덜란드 흐로닝언       | 국가 보고서 등                                     |
| 3차  | 1987년 | 캐나다 리자이나         | 상임위원회 설치 등                                 |
| 4차  | 1990년 | 스위스 몽트뢰           | 국제협력, 몽트뢰 목록 등                           |
| 5차  | 1993년 | 일본 구시로             | 지중해 습지 등                                     |
| 6차  | 1996년 | 오스트레일리아 브리즈번 | 도서국가, 이탄, 연안습지 등                        |
| 7차  | 1999년 | 코스타리카 산호세       | 외래 침입종, 강 유역, 조간대 습지 등               |
| 8차  | 2002년 | 스페인 발렌시아         | 습지와 문화 등                                     |
| 9차  | 2005년 | 우간다 캄팔라           | 자연재해, 빈곤, 조류 인플루엔자 등                 |
| 10차 | 2008년 | 대한민국 창원시         | ‘건강한 습지, 건강한 인간’, 논습지의 생물다양성 등 |
| 11차 | 2012년 | 루마니아                |                                                    |
| 12차 | 2018년 | 두바이                  |                                                    |

### 제10차 당사국총회
2008년 10월 28일 ~ 11월 4일에 창원에서 개최되었다. 총 33개 결의문이 제안되어 32개가 채택되었다.

### 창원선언문
2008년 11월 4일, 제10차 당사국총회의 마지막 날에 발표되었다. 그 내용은 환경적 지속 가능성의 목표들 중 일부에 대한 우선 행동 단계의 개요를 제시하였다고 설명된다.

### 논습지 결의안
‘습지 시스템으로서 논의 생물 다양성 증진 결의문’의 명칭을 줄인 것으로, 2008년 10월 4일 채택되었다. 논을 지속 가능한 습지 시스템으로서 관리하는 약속을 담고 있다.

## 람사르상
람사르상( Ramsar Wetland Conservation Awards)은 제7차 당사국 총회에서 처음 시작된 이후로 3년에 한 번씩 수여하고 있다. ‘세계 각지의 습지와 수자원 보전 및 현명한 이용에 지대한 기여를 한 민간인, 단체 혹은 정부기관 등 공로자’가 그 대상으로, 관리·과학·교육의 3개 부분에 수상된다. 당사국 총회 기간 중 시상식이 열린다. 제10회 당사국총회에서는 특별상이 추가되어 4개 부분이 수상되었다.

## 같이 보기
- 국제 환경 협약(International Convention on Environment)
- 람사르협약 당사국총회(Ramsar Convention)
- 습지
- 개펄
- 람사르문화관